# عبد الله الدوسري (لاعب كرة قدم مواليد 1983)
عبد الله الدوسري، لاعب كرة قدم سعودي.
لعب سابقاً في أندية الشباب والوحدة والحزم والفتح والإتفاق ونادي المجزل .

## روابط خارجية
- عبد الله الدوسري على موقع Soccerway.com (الإنجليزية)